# 伊都ヨシギク
伊都 ヨシギク（いと ヨシギク、1856年8月3日
（安政3年7月3日） - 1966年（昭和41年）11月26日）は、女性長寿日本一だった和歌山県の女性。
伊都の存命中は、小林やすや中村重兵衛が長寿日本一とされたため、生前日本一とされることはなかった。しかしながら、GRG及びギネス世界記録で認められている記録としては伊都が日本最高齢であった。1966年11月に110歳と115日で死去。晩年、自宅では長女に面倒を見てもらいながら娘や孫と会うことを楽しみにしていた。
また、スーパーセンテナリアンとして確実な証拠がある日本人で初めて110歳を迎えた人物である。